# Clio Channel
Clio Channel är ett sund i Kanada.   Det ligger i provinsen British Columbia, i den sydvästra delen av landet, 3 700 km väster om huvudstaden Ottawa.
I omgivningarna runt Clio Channel växer i huvudsak barrskog. Trakten runt Clio Channel är nära nog obefolkad, med mindre än två invånare per kvadratkilometer.